# نشيد شخصي
النشيد الخاص بشخص أو منصب أو رتبة هو موسيقى تُعزف في المناسبات الرسمية أو الاحتفالية بحضور الشخص أو حامل المنصب أو الرتبة، خاصة من قبل فرقة عسكرية. يتم تكريم رئيس الدولة في العديد من البلدان بمقطوعة موسيقية محددة؛ في بعض البلدان يُستخدم موطني لهذا الغرض، بينما في بلدان أخرى يوجد نشيد ملكي أو رئاسي أو، تاريخيًا، إمبراطوري منفصل. قد يكون لبعض المسؤولين الآخرين أيضًا أناشيد خاصة، مثل التحية النائبة الملكية في العديد من دول الكومنولث للحاكم العام أو الحاكم أو نائب الحاكم. قد تُعزف Ruffles and Flourishes بدلاً من أو قبل مثل هذا النشيد.

## أمثلة
البلدان التي يكون فيها النشيد الوطني أيضًا النشيد الملكي تشمل ماليزيا، وهولندا.